# Maxlast
Maxlast (maximallast) är den skillnad som finns mellan fordonets totalvikt och tjänstevikt. Det är den största last eller det största antalet passagerare som ett fordon är konstruerat för och därmed får bära. Maxlast plus egenvikten är den totala släpvagnsvikten.
Vid lastning av ett fordon kan lasten fördelas på lastytan så att inte maxvärden för axeltryck, boggitryck eller kultryck överskrids. Det är alltså inte alltid möjligt att använda maxlast på ett fordon eftersom placering av lasten kan göra att andra, tidigare nämnda, värden överskrids.
På lastbilar och släpvagnar anges i registreringsbeviset ett N-värde vilket anger längden i meter till (första) bakaxeln som lastens viktcentrum ska placeras för att man maxlast ska kunna utnyttjas.